# Eduards Višņakovs
Eduards Višņakovs (* 10. května 1990, Riga, Lotyšská SSR, SSSR) je lotyšský fotbalový útočník a reprezentant, momentálně hráč klubu KVC Westerlo.
Jeho starším bratrem je fotbalista Aleksejs Višņakovs.

## Reprezentační kariéra
Višņakovs působil v mládežnických reprezentacích Lotyšska.
V A-mužstvu reprezentace Lotyšska debutoval 11. 10. 2013 v kvalifikačním zápase ve Vilniusu proti domácímu týmu Litvy (prohra 0:2).